# مطار عتق
مطار عتق (إياتا: AXK، إيكاو: OYAT) هو مطار يخدم عتق،  عاصمة محافظة شبوة جنوبي اليمن.
مطار عتق هو مطار إقليمي تم انشاؤه في عام 1987 م بمساعدة من الرفاق الروس كمطار عسكري لمراقبة الحدود الصحراوية مع المملكة العربية السعودية والجمهورية العربية اليمنية (الشمال سابقاً) ثم استقبل أول رحلاته المدنية في عام 1988 م وكانت أول رحلة قادمة إليه من مطار عدن الدولي (عاصمة جمهورية اليمن الديمقراطية سابقاً) بواسطة الخطوط الجوية الوطنية لليمن الديمقراطي (الليمدا) وبعد إعادة تحقيق الوحدة اليمنية ظل المطار يستخدم لنقل الخبراء الأجانب العاملين في حقول النفط بمحافظة شبوة إلى أن مطلع عام 2011 حيث تم فتح رحلات مباشرة من عدن وصنعاء إلى عتق عاصمة محافظة شبوة.
«_ملحوظة لم يعد هذا المطار يعمل بسبب الاوضاع السياسية_»

## مرافق
يوجد المطار في ارتفاع 3,735 قدم (1,138 م) فوق سطح البحر، وفي المطار مدرج هبوط واحد أسفلتي 13/31 بقياس سطح:
2,890 by 50 متر (9,482 قدم × 164 قدم)

## شركات الطيران والوجهات
علقت جميع الرحلات الجوية حاليا.
| شركـات طيـران | الوجهات           |
| ------------- | ----------------- |
| طيران السعيدة | مطار صنعاء الدولي |

## وصلات خارجية
- حالة الطقس في مطار عتق.
- تاريخ الحوادث لـ (AXK) على شبكة سلامة الطيران.